# Francisco Javier de Avellaneda y Lucena
Francisco Javier de Avellaneda y Lucena (Madrid, 16 de julio de 1701-Barcelona, 6 de mayo de 1747) fue el IV príncipe de Santo Mauro de Nápoles, II marqués de Valdecañas y III marqués de Torremayor.

## Biografía
Nacido en Madrid el 9 de julio de 1701, Francisco Javier era hijo de Leonor Petronila de Lucena y Veintimiglia, III Princesa de Santo Mauro de Nápoles y de Melchor de Avellaneda y Romero, I marqués de Valdecañas y II marqués de Torremayor.
Francisco Javier era el mayor de los dos hijos que tuvo el matrimonio y como tal, heredó de ambos. Al morir su padre en 1719 heredó de la Casa de Avellaneda, siendo desde ese momento el II marqués de Valdecañas y III marqués de Torremayormm]]. Cuando falleció su madre en 1740 pasó a ser el IV príncipe de Santo Mauro de Nápoles.
Se desposó con su tía Águeda Rosalía del Castillo y Veintimiglia, con quien tuvo una sola hija.
Francisco Javier fue teniente general de los Reales Ejércitos, alcaide perpetuo del castillo y de la fortaleza de Nerja, comendador militar de Víboras, en la orden de Calatrava, y caballero de la orden de Santiago.
Intervino con su compañía en la conquista española de Orán de 1732, donde fue hecho prisionero por los turcos, siendo liberado en 1737 tras cinco años de cautiverio. Tras su liberación fue nombrado inspector general de la infantería italo-española que se encontraba en tierras italianas pertenecientes a la Corona Española.
Falleció en Barcelona el 6 de mayo de 1747 a la edad de 45 años.
Debido a una disposición testamentaria con respecto a la sucesión del principado de Santo Mauro de Nápoles, a su muerte el título pasó a su tío Juan Bautista del Castillo y Veintimiglia por tener solo descendencia femenina mientras que el marquesado de Valdecañas y el de Torremayor pasaron a su única hija, María de las Mercedes de Avellaneda y del Castillo.